# Коцолис, Стефанос
Стефанос Коцолис (греч. Στέφανος Κοτσόλης; 5 июня 1979, Афины, Греция) — греческий футболист, вратарь известный по выступлениям за «Ларису» и сборной Греции.

## Клубная карьера

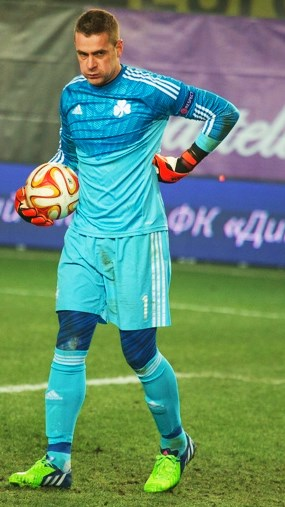
Коцолис в составе «Панатинаикоса»

Коцолис — воспитанник клуба «Панатинаикос». В 1998 году Стефанос был включён в заявку основной команды на сезон, являясь вторым номером и сменщиком Антониоса Никополидиса. 13 апреля 1999 года в матче Кубка Греции против «Афинаикоса» он дебютировал за основной состав. В составе «Панатинаикоса» Стефанос выиграл чемпионат и завоевал национальный кубок. В 2005 году в поисках игровой практики Коцолис перешёл в «Ларису». В новой команде он быстро завоевал место в основе и стал одним из лидеров команды. В 2007 году Коцолис помог завоевать кубок. Летом 2009 года Стефанос перешёл в кипрскую «Омонию». 29 августа в матче против «Пафоса» он дебютировал в чемпионате Кипра. В своём дебютном сезоне Коцолис помог клубу выиграть чемпионат. В 2010 году он вернулся в «Панатинаикос». В 2014 году Стефанос помог команде выиграть кубок. Летом 2017 года он объявил о завершении карьеры.

## Международная карьера
16 ноября 2005 года в товарищеском матче против сборной Венгрии Коцолис дебютировал за сборную Греции.

## Достижения
Командные
 «Панатинаикос»
- Чемпионат Греции по футболу — 2003/2004
- Обладатель Кубка Греции — 2013/2014
- Обладатель Кубка Греции — 2013/2014

 «Лариса»
- Обладатель Кубка Греции — 2003/2004

 «Омония» (Никосия)
- Чемпионат Кипра по футболу — 2009/2010